# Mike Myers
Michael John "Mike" Myers (født 25. maj 1963, Scarborough, Ontario, Canada) er en canadisk skuespiller, særligt kendt for sine "Austin Powers"-film og at han ofte spiller flere af rollerne i sine film.
Begge hans forældre kommer fra Liverpool i Storbritannien og han har også britisk statsborgerskab. Han har ved flere anledninger udtalt at han ser på sig selv som britisk.
Den 22. maj 1993 giftede han sig med Robin Ruzan. De søgte om skilsmisse 23. december 2005.

## Filmografi
- 1992 Wayne's World, "Wayne Campbell" (også manuskript)
- 1993 Wayne's World 2, "Wayne Campbell"
- 1993 So I Married an Axe Murderer, "Charlie Mackenzie", "Stuart Mackenzie" (også manuskript)
- 1996 Austin Powers: International Man of Mystery, "Austin Powers", "Dr. Evil" (også producent og manuskriptforfatter)
- 1998 54, "Steve Rubell"
- 1998 Pete's Meteor, "Pete"
- 1999 Mystery Alaska
- 1999 Austin Powers: The Spy Who Shagged Me, "Austin Powers", "Dr. Evil", "Fat Bastard" (også producent og manuskriptforfatter)
- 2001 Shrek, "Shrek" (stemme)
- 2002 Austin Powers in Goldmember, "Austin Powers", "Dr. Evil", "Goldmember" (også producent og manuskriptforfatter)
- 2003 View from the Top
- 2003 The Cat in the Hat, "Katten"
- 2004 Shrek 2, "Shrek" (stemme)
- 2007 Shrek den Tredje, "Shrek" (stemme)
- 2008 How to Survive a Robot Uprising
- 2008 The Love Guru, "Pitka"
- 2009 See Me Feel Me: Keith Moon Naked For Your Pleasure, "Keith Moon"
- 2010 Shrek Den Lykkelige, "Shrek" (stemme)
- 2018 Bohemian Rhapsody